# جيري وايس
جيري وايس (بالإنجليزية: Jerry Weiss)‏ هو موسيقي أمريكي، ولد في 1 مايو 1946 في نيويورك في الولايات المتحدة.

## وصلات خارجية
- جيري وايس على موقع ميوزك برينز (الإنجليزية)
- جيري وايس على موقع ديسكوغز (الإنجليزية)